# Mário Navarro da Costa

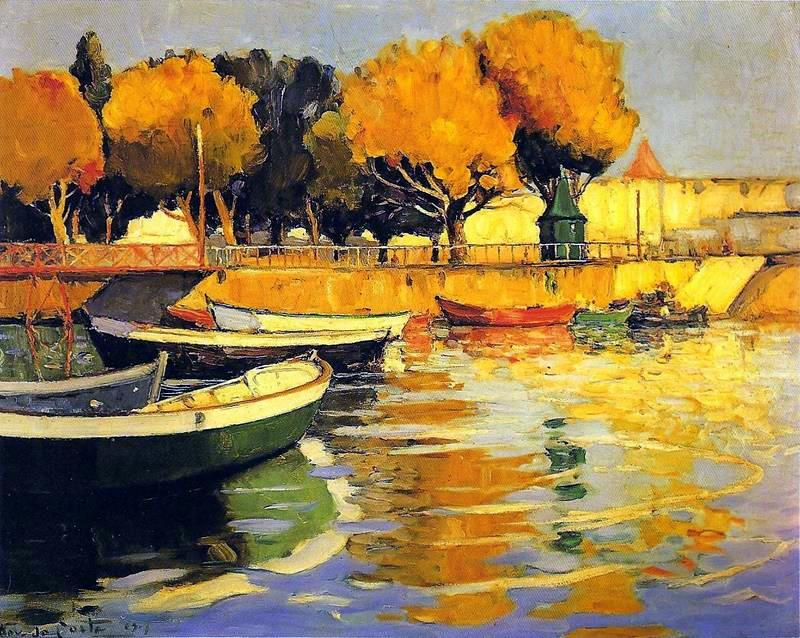
Porto de Leixões (1901). Pintura de Mário Navarro da Costa (Pinacoteca do Estado, São Paulo).

Mário Navarro da Costa (Rio de Janeiro, 25 de setembro de 1883 — Florença, 6 de junho de 1931) foi um pintor e diplomata brasileiro. Faleceu servindo como cônsul.
Pintor que dedicou-se principalmente a Arte marinha, teve aulas particulares com José Maria de Medeiros (1849-1925) e Rodolfo Amoedo (1857-1941). O Salão Nacional de Belas Artes premiou-o com uma medalha de prata em 1912 e com uma de ouro, em 1920.
Em 1914, em exposição individual, apresenta suas obras no Teatro João Caetano do Rio de Janeiro. Ainda neste ano começa na área diplomática; indo para Nápoles, na Itália, onde aproveita a ocasião e passa a frequentar a Accademia di Belle Arti e os ateliês de artistas como os italianos Ulrico Pistilli, escultor e pintor especialista em natureza morta e pintura de flores, e Attilio Pratella, conhecido por suas paisagens e cenas realistas da vida napolitana. Tendo residido na Itália, por algum tempo, valeu-se dessa estadia para inspirar parte significativa de sua obra na paisagem marinha daquele país.
Com o início da Primeira Guerra Mundial (1914-1918) muda-se, devido as funções diplomáticas de seu cargo, para Portugal, integra-se à vida artística e cultural da cidade, fato que lhe inspirou algumas das suas obras. O Museu Nacional de Arte Contemporânea, em Lisboa conserva da sua autoria A vela vermelha. Ainda em Portugal, organiza uma mostra com cerca de 50 óleos e alguns pastéis de sua autoria com temas portugueses, na cidade do Porto.
Foi diretor artístico da revista Atlantida  (1915-1920) e teve colaboração artística na II série  da revista Alma nova  (1915-1918), começada a editar em Faro em 1914.
Vai para Paris, na França, onde fica por um período de um ano, entrando em contato com obras do impressionismo e do fauvismo. Já em 1916 torna-se cônsul brasileiro na cidade alemã de Munique, onde entra em contato com a pintura daquele país no período.
Mesmo no exterior, participa das exposições anuais da Sociedade Nacional de Belas-Artes brasileira. De volta ao Brasil, em meados da década de 1920, ajuda a criar a Associação de Artistas Brasileiros, tornando-se o seu primeiro presidente.
Em 1931, Navarro da Costa é indicado para comandar o consulado da cidade de Livorno, na Itália; porém não chega a assumir pois veio a falecer na cidade de Florença, antes de assumir o cargo.

## Exposições póstumas
- 1974 - Rio de Janeiro, RJ - O Mar, na Galeria Ibeu Copacabana
- 1978 - Rio de Janeiro, RJ - Individual, no MNBA
- 1980 - São Paulo, SP - A Paisagem Brasileira: 1650-1976, no Paço das Artes
- 1984 - São Paulo, SP - Tradição e Ruptura: síntese de arte e cultura brasileiras, na Fundação Bienal
- 1985 - São Paulo, SP - 100 Obras Itaú, no Masp
- 1986 - São Paulo, SP - Dezenovevinte: uma virada no século, na Pinacoteca do Estado
- 1989 - São Paulo, SP - Pintura Brasil Século XIX: obras do acervo do Banco Itaú, na Itaugaleria
- 1993 - São Paulo, SP - 100 Obras-Primas da Coleção Mário de Andrade: pintura e escultura, no IEB/USP
- 1994 - São Paulo, SP - Bienal Brasil Século XX, na Fundação Bienal
- 1994 - São Paulo, SP - Um Olhar Crítico sobre o Acervo do Século XIX, na Pinacoteca do Estado
- 1995 - Campinas, SP - Da Marinha à Natureza Morta
- 1998 - Rio de Janeiro, RJ - Marinhas em Grandes Coleções Paulistas, no Museu Naval e Oceanográfico. Serviço de Documentação da Marinha
- 2000 - Porto Alegre, RS - De Frans Post a Eliseu Visconti: acervo Museu Nacional de Belas Artes - RJ, no MARGS
- 2001 - São Paulo, SP - 30 Mestres da Pintura no Brasil, no Masp
- 2002 - Brasília, DF - Barão do Rio Branco: sua obra e seu tempo, no Ministério das Relações Exteriores. Palácio do Itamaraty